# Ecologia peisajului

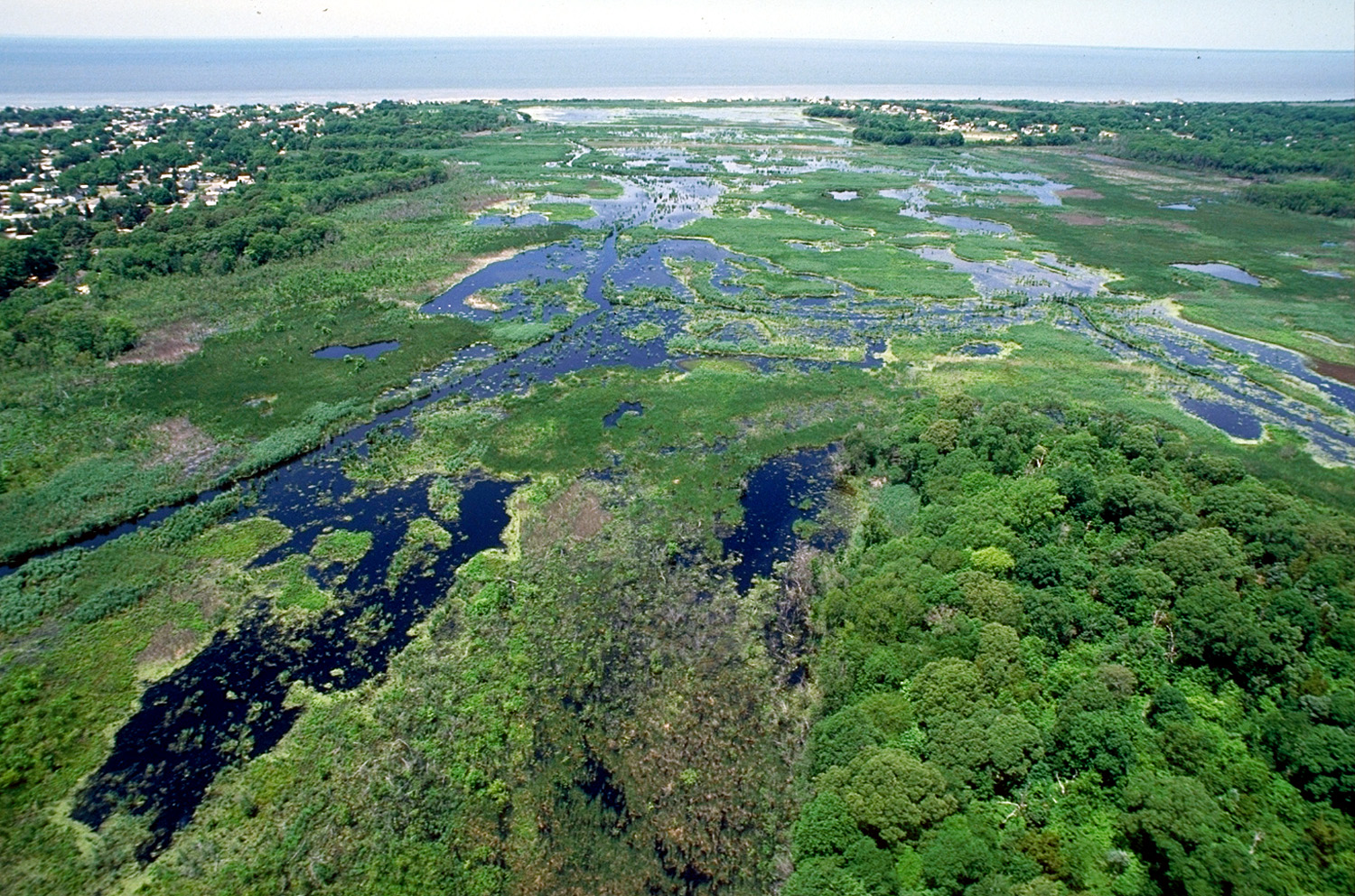
Cape May (New Jersey, SUA)

Ecologia peisajului sau ecologia landșaftului este un domeniu al ecologiei aplicate care se ocupă cu studiul științific al structurii, funcționării, dinamicii și al evoluției ecosistemelor de pe o arie geografică (landșaft) ce conține structuri peisagistice eterogene, compuse din mai multe medii în interacțiune în funcție de topografia și solurile existente. Ecologia peisajului studiază peisajele agricole și naturale, precum și impactul major al activităților umane ca agricultura, silvicultura sau dezvoltarea urbană asupra peisajului ecologic și măsurile preconizate pentru dezvoltarea economică a zonei, concomitent cu menținerea nealterată a ecosistemelor naturale existente și a biocenozelor lor.

## Galerie

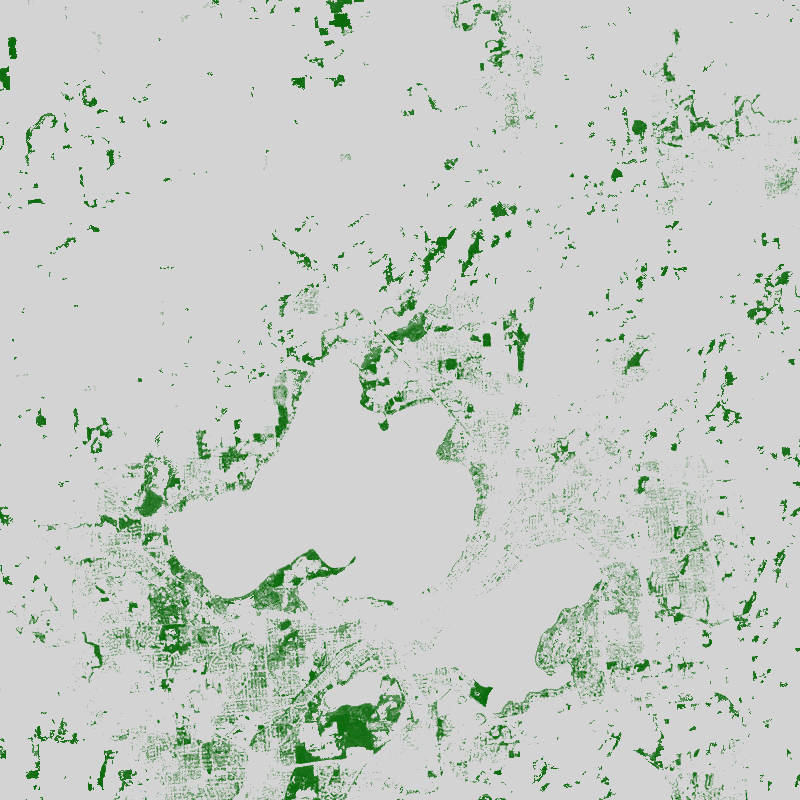
Acoperire cu foliaj care înconjoară Madison, Wisconsin
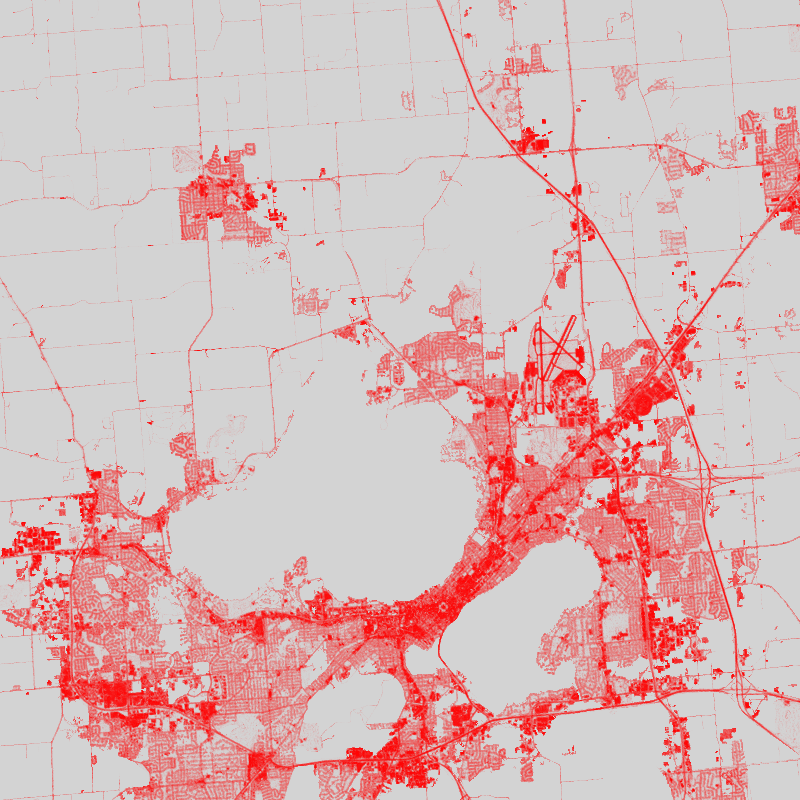
Suprafețe impermeabilizate din jurul Madison, Wisconsin
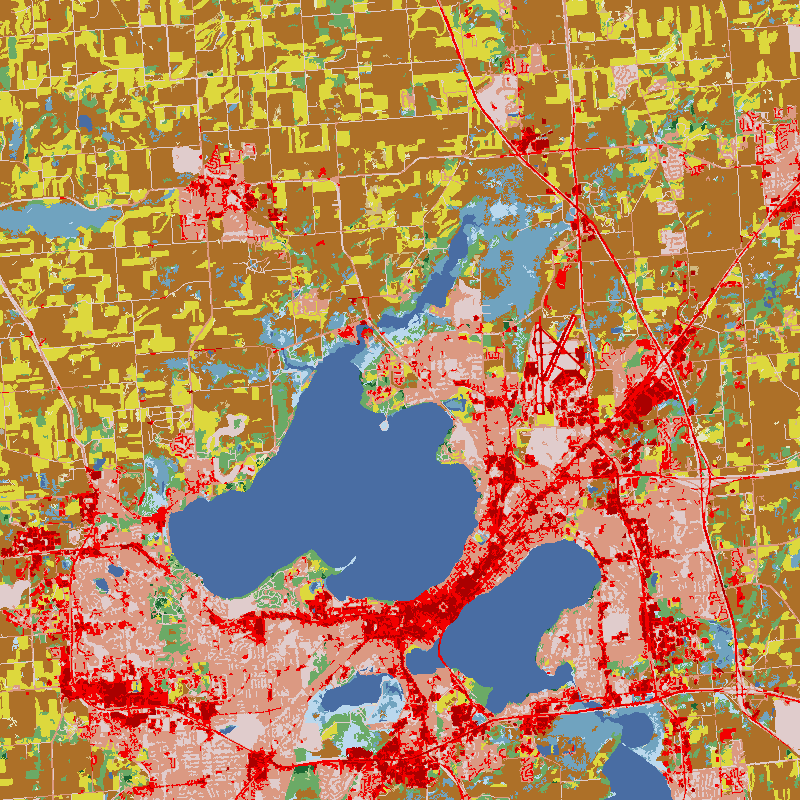
Acoperirea terenului din jurul Madison, Wisconsin. Câmpurile sunt colorate în galben și maro, iar suprafețele urbane sunt colorate în roșu.
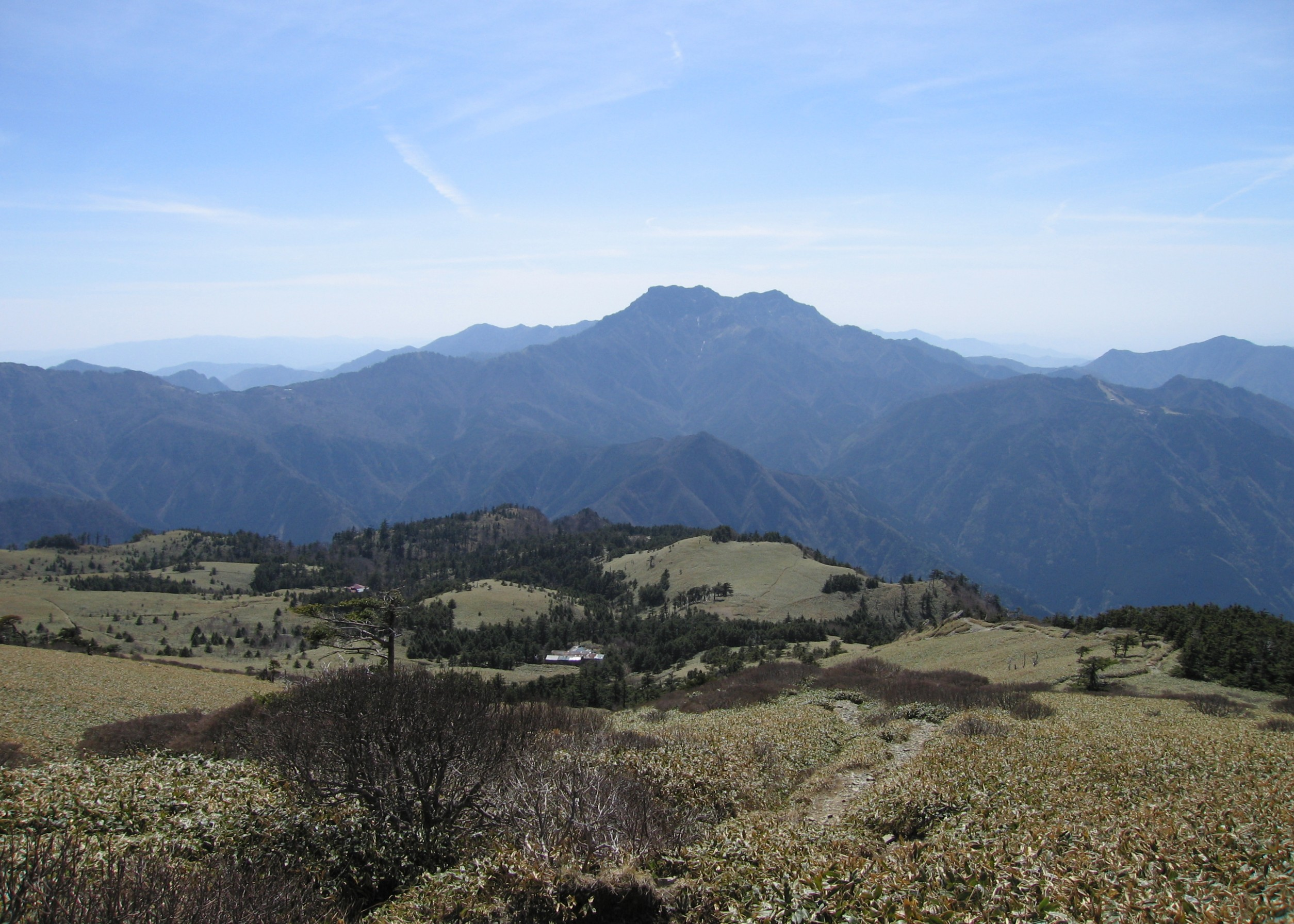
Medii deschise și închise, în Japonia